# Edwige Fenech
Edwige Fenech (Bona, Argelia francesa; 24 de diciembre de 1948) es una actriz y productora italiana de padre maltés y madre siciliana. Es conocida sobre todo por haber interpretado durante la década de 1970 numerosas películas pertenecientes al género de la comedia erótica italiana.

## Biografía
Desde muy joven comenzó a participar en concursos de belleza y a los 16 años ganó “Miss Mannequin de la Côte d’Azur”. Posteriormente se volvió a proclamar vencedora en "Lady Francia". Tras estos primeros pasos, y gracias a su sensual y exuberante belleza latina, comenzó a trabajar como modelo. Había iniciado estudios de medicina, que abandonó.
En lo personal, estuvo unida sentimentalmente a Enrique A., luego tuvo un hijo del director y productor Luciano Martino (1941). Más tarde estuvo unida sentimentalmente al empresario Luca Cordero di Montezemolo, presidente de Ferrari y FIAT y uno de los organizadores de la Copa Mundial de Fútbol de 1990 en Italia. Actualmente es la compañera sentimental del galerista Angelo Bucarelli.

### Cine
Debutó en producciones eróticas de bajo presupuesto, pero posteriormente logró hacer películas consideradas más dignas. En Italia, tras el final de los años 1960 y el inicio de los años 1970, actuó en películas del género giallo (thriller terrorífico), muy en boga en aquellos años.
Su consagración llegó en 1972, cuando representó a la protagonista de la decameronesca Quel gran pezzo dell'Ubalda tutta nuda e tutta calda, de Mariano Laurenti, convertida en película de culto, como la sucesiva Giovannona Coscialunga disonorata con onore. Desde ese momento y durante toda una década fue la reina de la comedia erótica italiana, en todas sus modalidades (escolástica, militar, hospitalaria y policíaca). La primera película de este último género interpretada por ella es La poliziotta fa carriera (1976, en la que obviamente interpreta a una provocativa policía), hasta la última película de la serie en 1981. Su primer desnudo integral en la gran pantalla se remonta a la película La pretora (1976), dirigida por Lucio Fulci.
Casi treinta años después de su última comedia erótica, Edwige estaba considerada un icono del género, que en España se conoció gracias a las retransmisiones de la cadena Tele5 durante los años 1990. En 2007 hizo un cameo en Hostel 2, gracias a Quentin Tarantino, su incondicional fan.

### Televisión
Pasada su época cinematográfica, en los años 1980 comenzó a hacerse un hueco en la parrilla televisiva italiana con multitud de programas en los canales Italia 1 y Canale 5.
Su fama fue en aumento y su consagración llegó con el programa Domenica In (Domingo En), del periodo 1989-1990, en el que se revela como una presentadora simpática y refinada. Poco después, en 1991, presentó el Festival de San Remo.
A mediados de los años 1990, creó una productora para financiar varias miniseries y telefilmes italianos, mientras que en fechas más recientes también ha producido películas reputadas como Fernando y Carolina (1999) de Lina Wertmüller o la versión de El mercader de Venecia (2004), dirigida por Michael Radford y protagonizada por Al Pacino, Jeremy Irons y Joseph Fiennes. Su último filme como actriz había sido Il fratello minore (2000), hasta que en 2007 regresó a la interpretación realizando una participación especial en la película de terror estadounidense Hostel 2.

### Producción cinematográfica
En los últimos años se ha ocupado a tiempo completo de producciones televisivas y cinematográficas a través de su sociedad Immagine e Cinema S.r.l.. Entre las películas producidas por ella destaca la ya citada El mercader de Venecia (2004).

## Filmografía
- (1969) Los pecados de la casta Susana.
- (1969)   El hombre del pincel de oro.
- (1969) Placeres de mujer.
- (1969) Madame Bovary.
- (1970) Los circuitos de la muerte.
- (1970) Cinco muñecas para la luna de agosto.
- (1971) La perversa señora Ward.
- (1971) Los amores de Don Juan.
- (1972) Todos los colores de la oscuridad.
- (1972) Vicios prohibidos.
- (1972) Las lágrimas de Jennifer, de Giuliano Carnimeo
- (1973) Mátalos, jefe... te ayudo.
- (1973)   Viuda inconsolable agradece a los que la consolaron.
- (1973) El audaz aventurero - Un Casanova en apuros.
- (1973) Joven y bella deshonrada con honor.
- (1973) Ana, ese particular placer.
- (1974) Póker de camas.
- (1974) La madrastra del seminarista.
- (1975) Bella, valiente y buena.
- (1975) La esposa virgen.
- (1975) Pecado venial.
- (1975) Gracias, abuelita.
- (1975) Desnuda ante el asesino.
- (1976) La doctora del regimiento.
- (1976) Cuarenta grados a la sombra de la sábana blanca.
- (1976) ¿Quién se acuesta con mi mujer?
- (1977) Virgo, tauro y capricornio.
- (1977) Taxi Girl.
- (1977) La doctora arma el lío.
- (1978) Los jóvenes leones.
- (1978) La profesora y el último de la clase.
- (1978) Las maniobras de la doctora con los soldados.
- (1979) Sábado, domingo y viernes.
- (1979) La patata caliente.
- (1979) Mis maridos y yo.
- (1979) Policías con faldas.
- (1979) La profesora enseña en casa.
- (1980) Azúcar y miel.
- (1980) Yo soy fotogénico.
- (1980) La mujer de vacaciones, la amante en la ciudad.
- (1981) La amante bajo la cama.
- (1981) Tres polis peligrosos en Nueva York.
- (1981) El As (Asso)
- (1988) Bestia asesina.
- (2007) Hostel 2, de Eli Roth (cameo).
- (2024) Disparos en París